# Seu Crime
"Seu Crime" é uma canção da cantora e drag queen brasileira Pabllo Vittar, lançada como terceiro single de seu segundo álbum de estúdio Não Para Não (2018) em 4 de fevereiro de 2019 pela Sony Music Brasil.

## Lançamento
No dia 30 de janeiro de 2019, a capa do single foi divulgada juntamente com a sua data de lançamento, 4 de fevereiro. Após "Seu Crime" ser lançada como single em todas as plataformas digitais, Vittar estreou o vídeo musical da canção no TVZ e também apresentou o programa. A hashtag #SeuCrime apareceu no topo dos trending topics do Brasil e dos mundiais no Twitter.

## Controvérsia
Ainda no mês de lançamento do single, o locutor Wendel Novaes, da rádio Oeste FM Barreiras 98.5, da Bahia, recusou-se a tocar "Seu Crime", mesmo depois de pedidos dos fãs de Pabllo, através de áudios enviados pelo WhatsApp, e destratou os mesmos. Nos áudios, Wendel usa palavras de baixo calão, ofende os fãs de Pabllo, e fala que "nós somos uma rádio independente e nós tocamos o que nós queremos". Em seguida, Vittar se pronunciou sobre a polêmica através de seu perfil no Twitter, no dia 18 de fevereiro: "Não toca na rádio mas tá na boca do povo, amor. Beijos Vittarlovers".

## Desempenho comercial
Antes de ser lançada como single, "Seu Crime" debutou em nono lugar no top 40 das mais ouvidas do Spotify brasileiro. Na Apple Music brasileira, "Seu Crime" debutou em oitavo lugar no top 50 da plataforma. Após ser lançada como single, "Seu Crime", que estava em 161.º posição no top 200 do Spotify, saltou 91 posições, ficando em 67.º posição, após a atualização do ranking da plataforma no dia 5 de fevereiro. Em seguida, "Seu Crime" estreou em 39.º lugar na lista das 50 virais do Brasil, do Spotify.

## Promoção
No dia 30 de janeiro de 2019, Vittar lançou o desafio #SeuCrimeChallenge. O desafio se propõe aos seus fãs gravarem um vídeo fazendo a coreografia da canção com uma companhia. Durante 5 e 6 de fevereiro de 2019, Pabllo passou por cinco estações de rádio para divulgar "Seu Crime".
Pabllo cantou "Seu Crime" na gravação do programa Altas Horas, que foi ao ar no dia 16 de fevereiro de 2019. No mês seguinte, dia 25, Pabllo cantou "Seu Crime" no programa Encontro com Fátima Bernardes.

## Vídeo musical
No vídeo musical, dirigido por Guilherme Nabhal e Louise W. Freshel, Vittar interpreta uma xerife que tem um caso amoroso com um homem (vivido pelo modelo Antonio Kaio), que logo é revelado ser um bandido. Vittar prende o homem em uma cela de prisão após o ver com uma sacola de dinheiro, com notas de cem vittars (alusão a real) com coloração rosa jogadas no ar com uma foto de Pabllo estampada nelas, fazendo referência a uma das várias fake news envolvendo a cantora durante 2017 e 2018, que dizia que uma foto de Pabllo iria de fato ser estampada nas notas de cinquenta reais, e a polêmica do pink money, envolvendo artistas como Anitta e Nego do Borel. Em meio a cenas de coreografia de Vittar com vários dançarinos no meio de uma festa de rua, uma estrada deserta, uma praia e um rápido take de Vittar em uma igreja, ele beija o seu interesse amoroso.
O videoclipe obteve mais de 2 milhões de visualizações 24 horas após seu lançamento. O making-of do videoclipe foi lançado no canal de Vittar no YouTube no dia 19 de fevereiro de 2019. Em maio de 2019, o videoclipe recebeu uma indicação na categoria "Clipe do Ano" da edição de 2019 do MTV Millennial Awards Brasil.

#### Versão descartada
No dia 17 de fevereiro de 2019, foi divulgada uma versão descartada do clipe de "Seu Crime", onde contém mais cenas de Vittar na igreja.

### Controvérsia
No dia 6 de fevereiro de 2019, o Conselho Nacional de Autorregulamentação Publicitária (CONAR) abriu representação contra a marca de cerveja Skol por conta do patrocínio da marca no vídeo musical da canção. Existe um limite mínimo estabelecido de 25 anos de idade para a participação em publicidade de bebidas alcoólicas e Pabllo teria 24 anos (nascida em novembro de 1994). No entanto, a assessoria de imprensa de Pabllo afirmou que ela teria nascido em novembro de 1993. Em abril, foi revelado que, a AmBev (empresa responsável pela produção da Skol) em sua defesa, apresentou documentos que comprovam que, na realidade, Pabllo nasceu em 1993, portanto já havia alcançado a data limite para propagandas do tipo. Com isso, o processo foi arquivado.

### Antecedentes
No dia 16 de janeiro de 2019, Vittar lançou um teaser interativo feito em animação para o clipe de "Seu Crime" contendo apenas 30 segundos. A cantora divulgou três teasers, um em cada semana, e as continuações mais votadas fizeram parte do roteiro final do vídeo, que foi feito em live-action. Os fãs eram redirecionados a uma página para validar o voto que também contou com um fórum de discussão, onde os fãs puderam dar mais palpites sobre a história.

## Vendas e certificações
| Região                                                                                             | Certificação | Vendas   |
| -------------------------------------------------------------------------------------------------- | ------------ | -------- |
| Brasil (Pro-Música Brasil)                                                                         | 2× Platina   | 160,000* |
| *números de vendas baseados somente na certificação ^distribuições baseadas apenas na certificação |              |          |

## Créditos da canção
Créditos adaptados do Tidal.
- Pabllo Vittar - vocal
- Diplo - composição
- King Henry - composição
- Jr. Blender - composição
- Maffalda - composição, produção
- Zebu - composição, produção
- Rodrigo Gorky - composição, produção
- Pablo Bispo - composição, produção
- Arthur Marques - composição, produção
- Filip Nikolic - produção

## Histórico de lançamento
| Região | Data                   | Formato(s)                 | Gravadora(s)      |
| ------ | ---------------------- | -------------------------- | ----------------- |
| Mundo  | 4 de fevereiro de 2019 | Download digital streaming | Sony Music Brasil |
| Brasil | 5 de fevereiro de 2019 | Airplay                    | Sony Music Brasil |